# Henrik Jonasson
Henrik Jonasson, född 1996 i Bergslagen är en svensk konstnär, författare och mangatecknare.

## Biografi
Jonasson studerade matematik vid Uppsala universitet. I juni 2012 hyrde han en tom affärslokal på Schillingvägen i Hällefors och anordnade en egen utställning av sin fantasykonst. 26 september 2020 arrangerade Svenskarnas Hus i Älgarås, som drivs av nationalistiska föreningen Det fria Sverige, en utställning med Henrik Jonassons konst.
2020 debuterade Jonasson med Sigmund vol 1, en serie baserad på Völsungasagan. År 2021 publicerades Gamle gubben Oden och andra texter en samling av Jonassons texter. Jonasson ritar den svenska mangan Neo-Germania som publiceras på internet. Den andre december 2022 släpptes 100 upplagor av Neo-Germania vol. 1 - Vid ekens grenar i numrerad hårdpärm som såldes ut inom 24 timmar. Året efter släpptes volymen i obegränsad utgåva på Amazon som toppade de svenska bästsäljarlistorna.
Johansson har även skrivit för nättidskriften motpol och högerextrema bokförlaget Arktos.